# Тофільдієві
Тофільдієві (Tofieldiaceae) — родина трав'янистих рослин ряду частухоцвіті (Alismatales). Вид тофільдія чашечкова занесений до Червоної книги України.

## Опис
Це (в основному невеликі) багаторічні трав'янисті рослини. Листки від основи, чергуються. Суцвіття: китиця. Плоди: капсули. Основне число хромосом х = 15 (рідко 14 або 16).

## Поширення
Представники родини поширені в холодному кліматі Північної Америки та Євразії, рід Harperocallis — у Південній Америці і в гарячому кліматі Флориди.

## Роди
- Harperocallis McDaniel
- Pleea Michx.
- Tofieldia Huds.
- Triantha (Nutt.) Baker

## Галерея

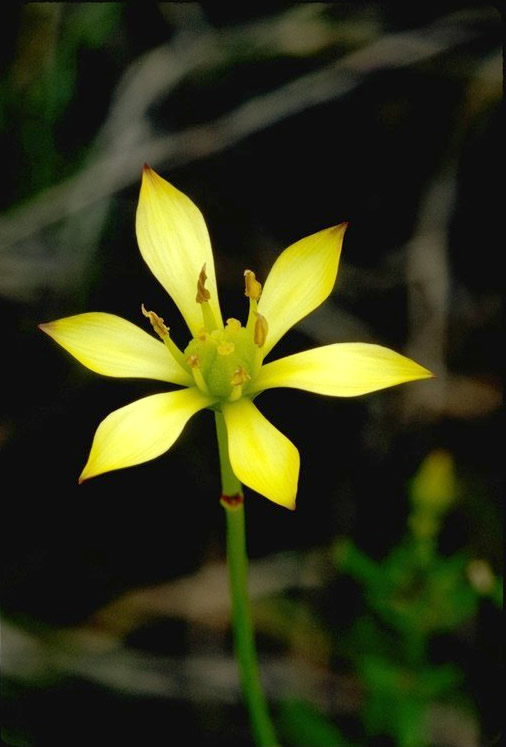
Harperocallis flava
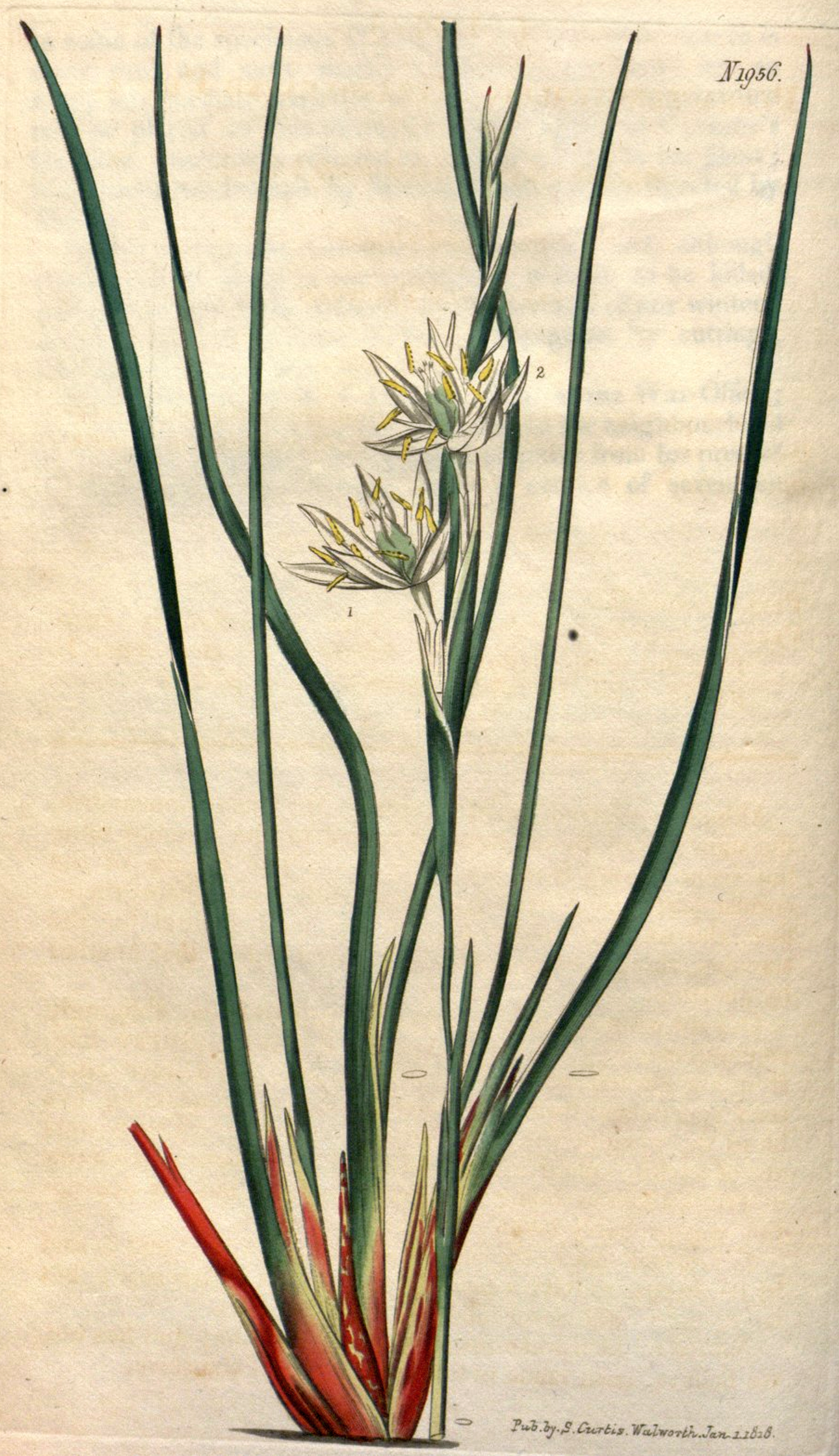
Pleea tenuifolia
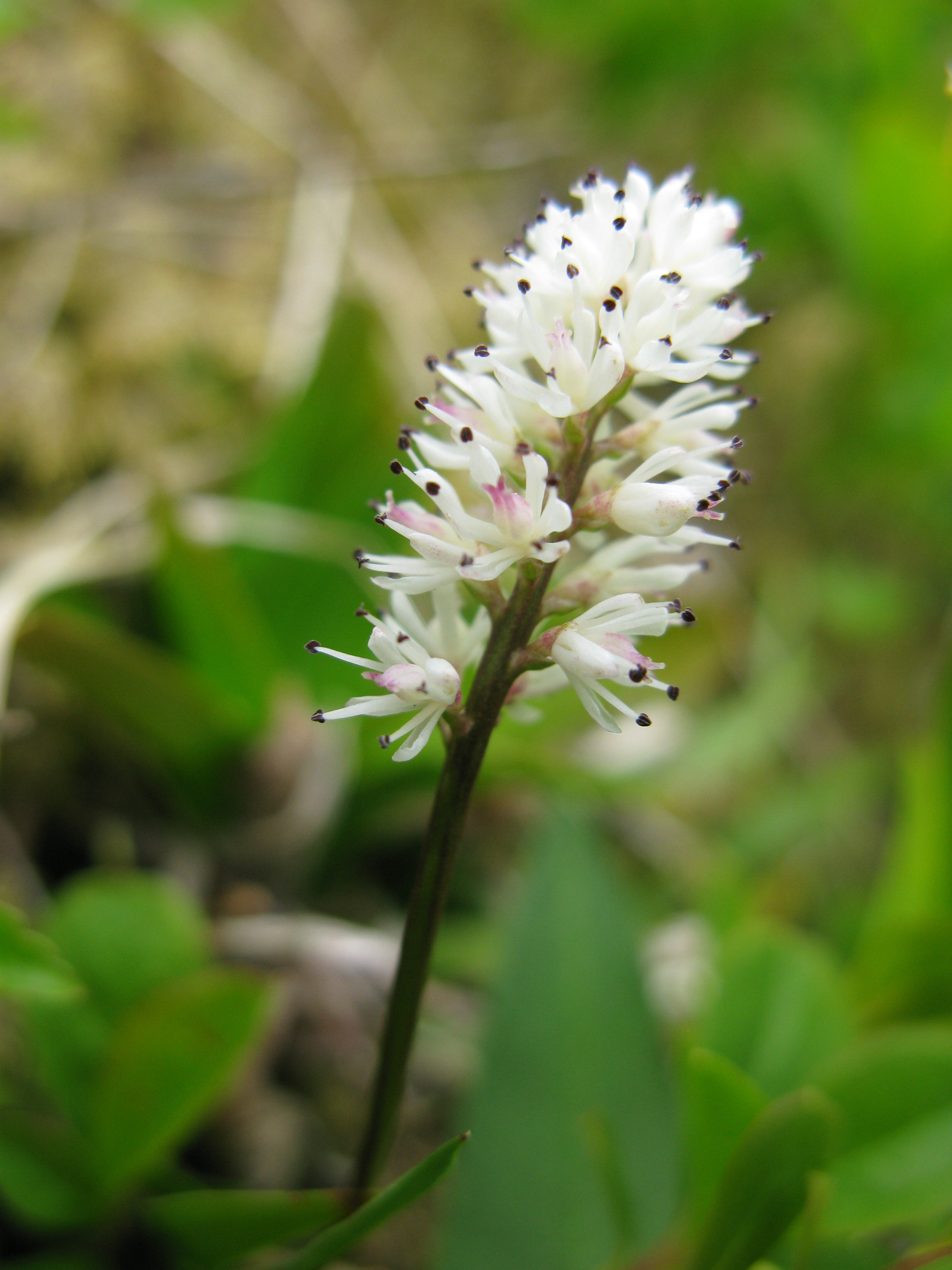
Tofieldia coccinea
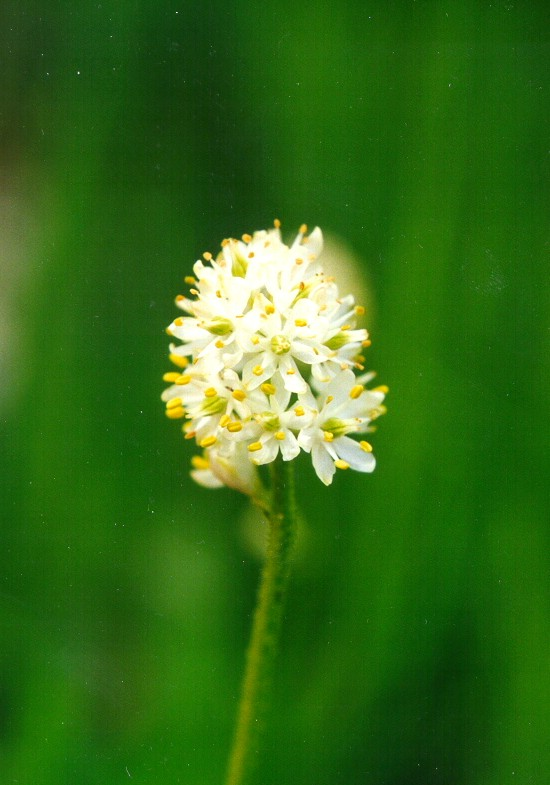
Triantha occidentalis